# Die Heimath (Hölderlin)
Die Heimath ist eine Ode in alkäischem Versmaß von Friedrich Hölderlin. Eine erste, zweistrophige Fassung schrieb Hölderlin Mitte 1798. Auf sechs Strophen erweiterte er sie im Sommer 1800. Die zweistrophige Fassung gehört zu seinen „epigrammatischen Oden“.

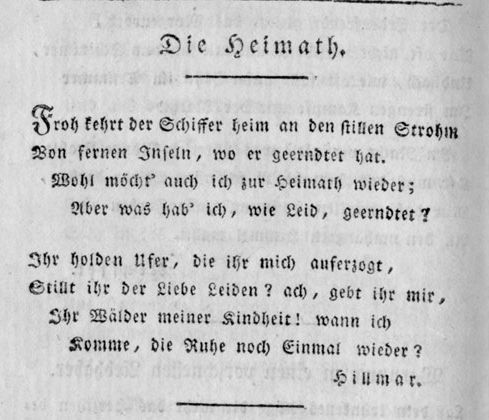
Zweistrophige Fassung im Taschenbuch für Frauenzimmer von Bildung 1799

## Überlieferung
Ein Manuskript der zweistrophigen Fassung existiert nicht mehr. Erstmals gedruckt wurde die Fassung in Christian Ludwig Neuffers Taschenbuch für Frauenzimmer von Bildung, auf das Jahr 1799. Von der sechsstrophigen Fassung haben sich in der Württembergischen Landesbibliothek in Stuttgart zwei Manuskripte erhalten, darunter das hier abgebildete aus dem Konvolut Homburg.H,15–18, in dem eine fremde Hand die Überschrift ergänzt hat. Gedruckt wurde die erweiterte Fassung zuerst im Württembergischen Taschenbuch auf das Jahr 1806 für Freunde und Freundinnen des Vaterlands.
Hölderlin wird hier nach der von Friedrich Beissner, Adolf Beck und Ute Oelmann (* 1949) besorgten historisch-kritischen Stuttgarter Ausgabe seiner Werke zitiert.
Die von Dietrich Sattler herausgegebene historisch-kritische Frankfurter Ausgabe und die „Leseausgabe“ von Michael Knaupp bieten damit identische Texte. Die „Leseausgaben“ von Gerhard Kurz und Wolfgang Braungart, Günter Mieth sowie Jochen Schmidt sind orthographisch „modernisiert“.

Die Heimath, sechsstrophige Fassung
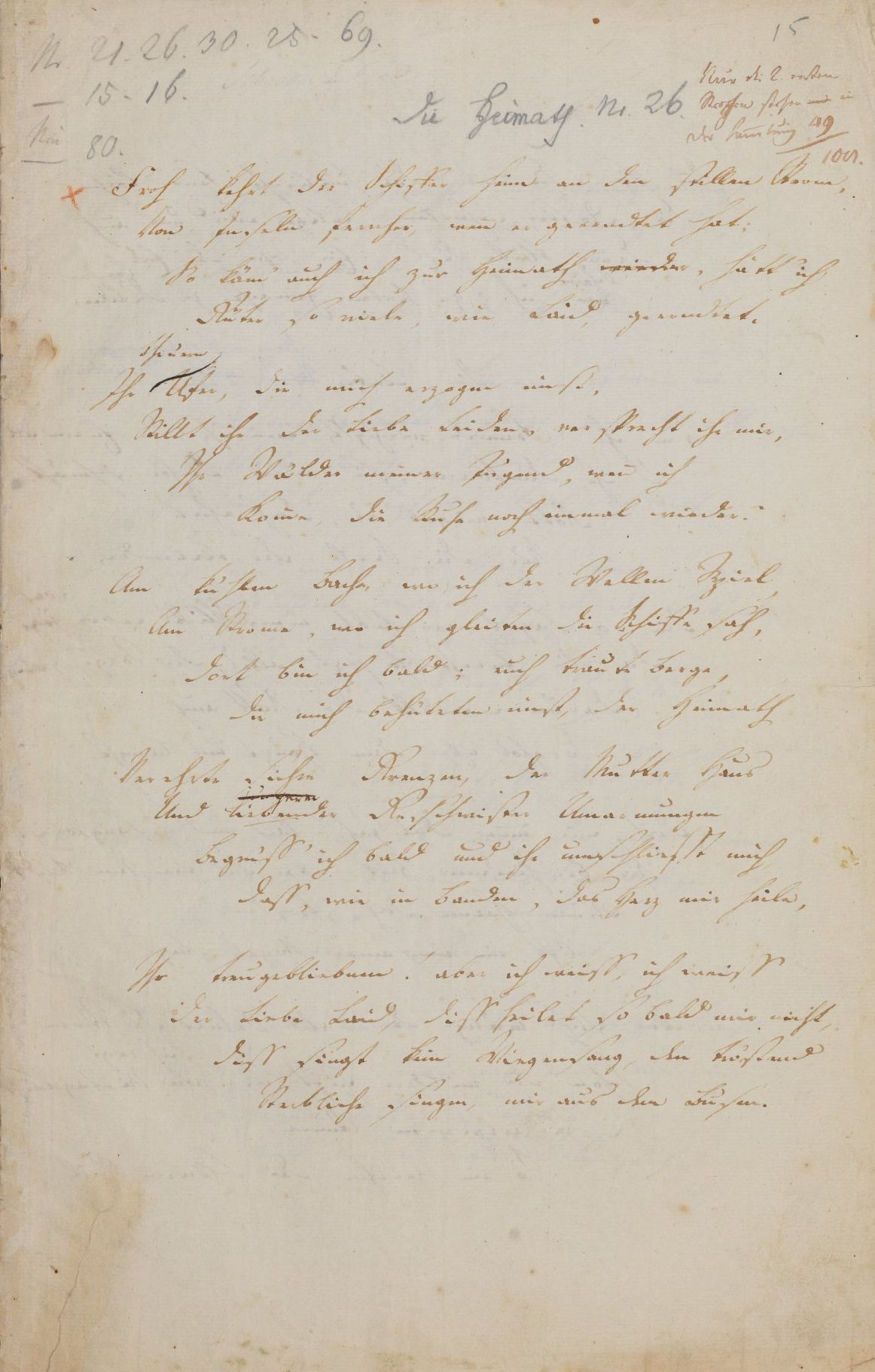
Manuskript Homburg.H,15–18, Strophen 1 bis 5
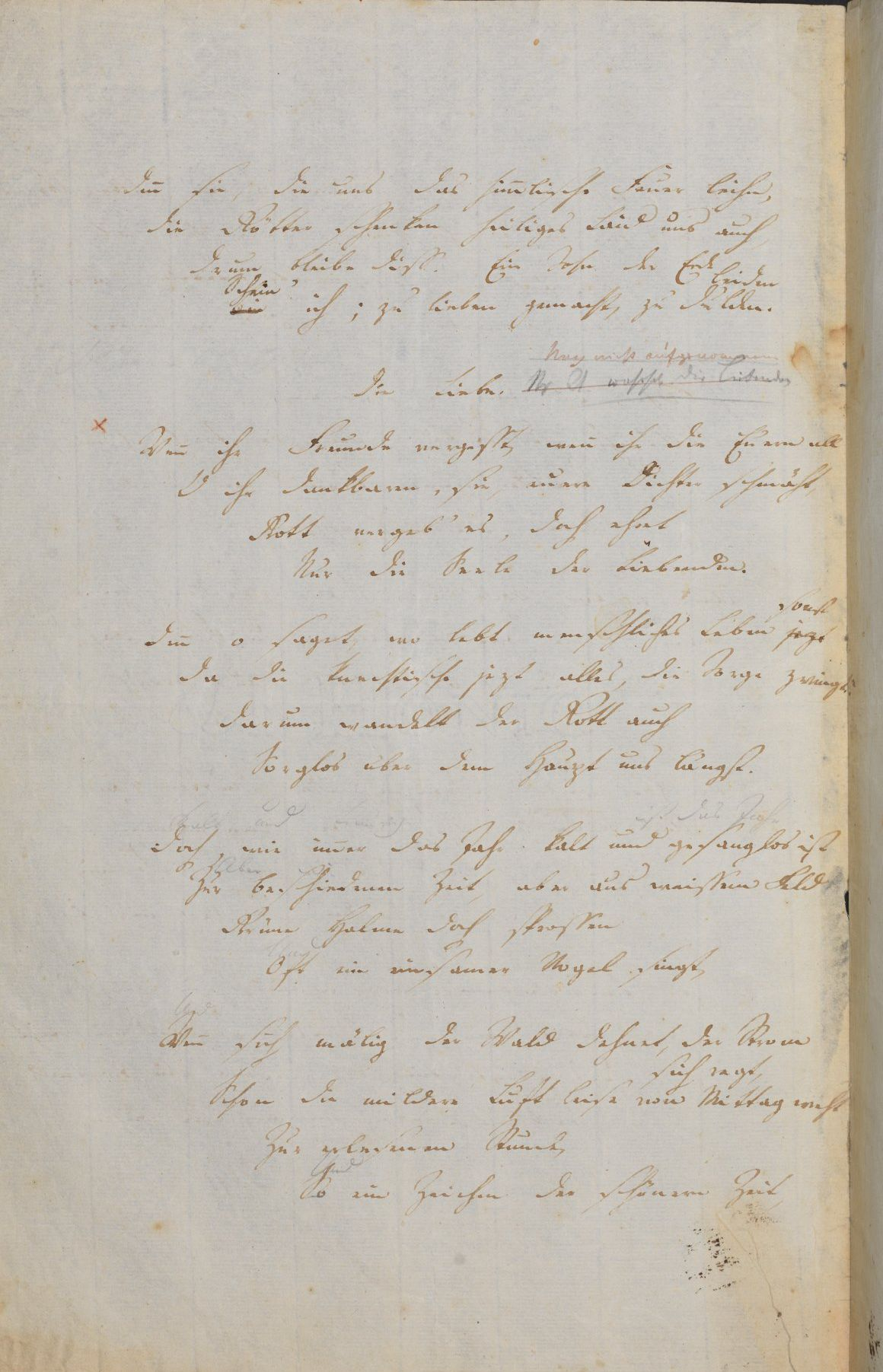
Manuskript Homburg.H,15–18, Strophe 6 (und Beginn der Ode Die Liebe)
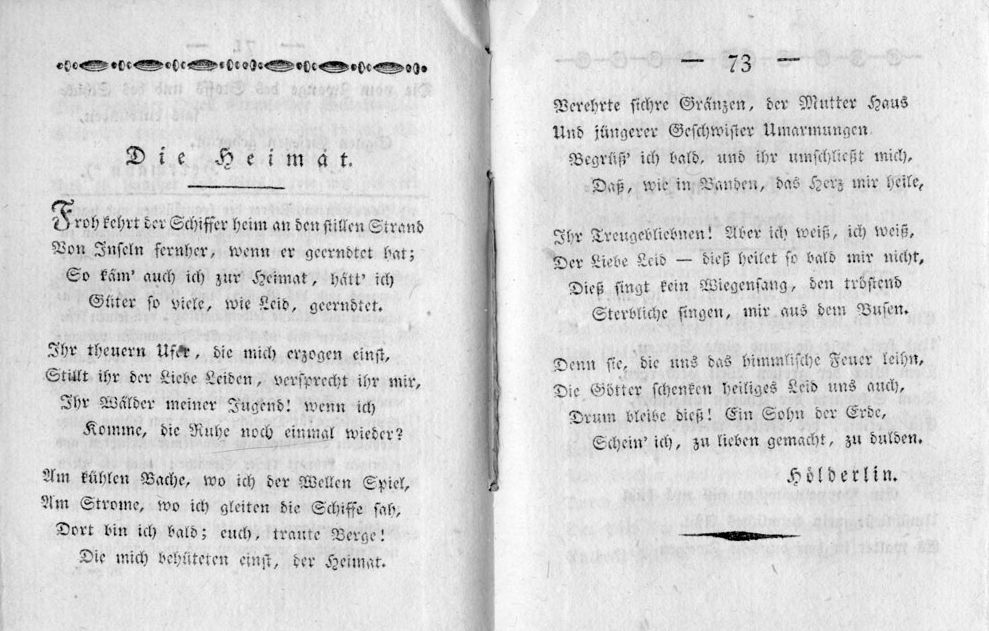
Württembergisches Taschenbuch 1806

## Texte
Die Heimath

Zweistrophige Fassung

Froh kehrt der Schiffer heim an den stillen Strom

Von fernen Inseln, wo er geerndtet hat;

Wohl möcht’ auch ich zur Heimath wieder;

Aber was hab’ ich, wie Laid, geerndtet? –

Ihr holden Ufer, die ihr mich auferzogt

Stillt ihr der Liebe Laiden? ach! gebt ihr mir,

Ihr Wälder meiner Kindheit, wann ich

Komme, die Ruhe noch Einmal wieder?
Die Heimath

Sechsstrophige Fassung

Froh kehrt der Schiffer heim an den stillen Strom,

Von Inseln fernher, wenn er geerndtet hat;

So käm’ auch ich zur Heimath, hätt’ ich

Güter so viele, wie Laid, geerndtet.

Ihr theuern Ufer, die mich erzogen einst,

Stillt ihr der Liebe Leiden, versprecht ihr mir,

Ihr Wälder meiner Jugend, wenn ich

Komme, die Ruhe noch einmal wieder?

Am kühlen Bache, wo ich der Wellen Spiel,

Am Strome, wo ich gleiten die Schiffe sah,

Dort bin ich bald; euch traute Berge,

Die mich behüteten einst, der Heimath

Verehrte sichre Grenzen, der Mutter Haus

Und liebender Geschwister Umarmungen

Begrüß’ ich bald und ihr umschließt mich,

Daß, wie in Banden, das Herz mir heile,

Ihr treugebliebnen! aber ich weiß, ich weiß,

Der Liebe Laid, diß heilet so bald mir nicht,

Diß singt kein Wiegensang, den tröstend

Sterbliche singen, mir aus dem Busen.

Denn sie, die uns das himmlische Feuer leihn,

Die Götter schenken heiliges Laid uns auch,

Drum bleibe diß. Ein Sohn der Erde

Schein’ ich; zu lieben gemacht, zu leiden.

## Interpretation
Ende 1793 trat Hölderlin nach dem Abschluss seines Studiums im Tübinger Stift in Waltershausen bei Charlotte von Kalb seine erste Hofmeisterstelle an. Anfang April 1794 schrieb er an die Mutter in Nürtingen: „Der Gedanke an meine Heimath thut mir jezt unaussprechlich wol, so gut mir’s unter diesen Menschen ergeht.“ Am 22. Mai 1795 aus Jena: „Man lernt sehr, sehr viel in der Fremde, liebste Mutter! Man lernt seine Heimath achten.“ Schon als Schüler hatte Hölderlin „Heimat“ in seine Gedichte eingestreut, aber unbekümmert, unbetont, eine Selbstverständlichkeit. Erst in der Ferne erlebt und gestaltet er Heimat bewusst als Ort der Sehnsucht, umschließenden, segenerfüllten Raum, Platz der Geborgenheit. So erscheint sie in der wohl Ende 1795 konzipierten ersten Fassung der Elegie Der Wanderer, die „Hölderlins eigentliche Heimatdichtung machtvoll eröffnet“.
Zur Zeit der Niederschrift der zweistrophigen Fassung von Die Heimath, Mitte 1798, ging Hölderlins zweite Anstellung als Hofmeister, im Haus des Frankfurter Kaufmanns Jakob Friedrich Gontard-Borkenstein (1764–1843) zu Ende. Die Atmosphäre im Hause Gontard war mittlerweile gespannt, wohl weil dem Hausherrn die Zuneigung zwischen Hölderlin und seiner Ehefrau Susette, von Hölderlin „Diotima“ genannt, nicht verborgen geblieben war. Ende September verließ Hölderlin Frankfurt und zog auf Rat seines Freundes Isaak von Sinclair nach Homburg vor der Höhe. Im Juni 1800 kehrte er in seine schwäbische Heimat zurück, zunächst nach Nürtingen, dann nach Stuttgart. Noch zwei weitere Hofmeisterstellen folgten in diesem stets ungesicherten, durch Mittellosigkeit bedrohten Leben, 1801 in Hauptwil in der Schweiz und 1802 in Bordeaux in Frankreich. Immer kehrte er als Schiffbrüchiger nach Hause. Nie hatten sich seine Lebenshoffnungen erfüllt. 1798 kam das Leid um Diotima hinzu. So war „Heimat“ für ihn ein Stück Paradies, aber wie dies unerreichbar. Die Konjunktive der ersten Strophe, „<K>äm“ und „hätt“, schließen eine naive Integration aus. In der zweiten Strophe wechseln Beschwörung des Vergangenen, „Ihr theuern Ufer, die mich erzogen einst,“ Fragen und ein Bedingungssatz, „wenn ich / Komme“, einander ab.
Von Fern zu Nah malt Hölderlin, vom „Ufer“ des Neckar und seiner Nebenbäche, vielleicht auch vom Rhein, dem „Strome, wo ich gleiten die Schiffe sah,“ von den trauten Bergen der Schwäbischen Alb bei Nürtingen zum Haus der Mutter dort, zu ihr und seinen Geschwistern. Stets veranschaulicht Hölderlin Heimat, indem er ihre „Teile nacheinander und in einer gewissen Ordnung nennt, entweder von oben nach unten oder <…> von außen nach innen, oder, wenn er geographische Namen nennt, den Grenzen entlang“. Weitere Beispiele sind die oben erwähnte Elegie Der Wanderer, die 1800 entstandene Ode Rükkehr in die Heimath (siehe unten) und noch der Hymnenentwurf Ihr sichergebaueten Alpen … von 1802 bis 1807.
„<…> lassen Sie Ihre Ruhe durch keinen Gedanken an den Sohn stören, der eben in der Fremde lebt, und leben muß, bis seine eigne Natur und äußere Umstände ihm erlauben, auch irgendwo mit Herz und Sinnen einheimisch zu werden,“ schrieb Hölderlin Anfang Januar 1798 an die Mutter. Er wurde nirgends heimisch; und er nahm Heimatlosigkeit als Bedingung seines Dichtertums an, so in Der Main:
Zu euch vielleicht, ihr Inseln! geräth noch einst

Ein heimathloser Sänger; denn wandern muß

Von Fremden er zu Fremden, und die

Erde, die freie, sie muß ja leider!

Statt Vaterlands ihm dienen, so lang er lebt,
und so in der letzten Strophe der sechsstrophigen Fassung von Die Heimath. Die Götter leihen dem Dichter „das himmlische Feuer“, schenken aber zugleich „heiliges Laid“. „Noch in der letzten Zeile deutet sich im ‚schein’ ich‘ ein Aufbegehren gegen den status quo des erdgebundenen Menschen an und gegen den Umstand, daß sein Streben allenfalls mit zeitweiliger, geliehener (Vers 21) Erfüllung beantwortet wird.“ „Froh“ ist „der Schiffer“, aber das lyrische Ich leidet. Viermal tritt das Wort auf, bevor das Gedicht mit dem fünften Auftreten „zu leiden“ schließt (Vers 24).
„<…> versprecht ihr mir, / Ihr Wälder meiner Jugend, wenn ich / Komme, die Ruhe noch einmal wieder?“ hat Jenny Erpenbeck als Motto vor ihren Roman der Heimatzerstörung und Heimatlosigkeit Heimsuchung gestellt.

## „Heimat“-Gedichte Hölderlins
„Heimat“ ist ein Schlüsselwort von Hölderlins Weltverständnis – darin stimmen die Interpreten, so Wolfgang Binder, Martin Anderle, Walter Jens, Rüdiger Görner und Gunvor Meling überein (siehe Literatur). „Nie ist in der deutschen Literatur Heimat als das große Voraus: als künftige Herberge und als utopischer Besitz, wenn die Zeit sich erfüllt hätte, mit jener Inständigkeit beschworen worden wie in Hölderlins Gedichten,“ schreibt Walter Jens. Die „Heimath“ im Titel tragen, sieht man von der Elegie Heimkunft ab, zwei weitere Gedichte, Rükkehr in die Heimath und Heimat.

### Rükkehr in die Heimath

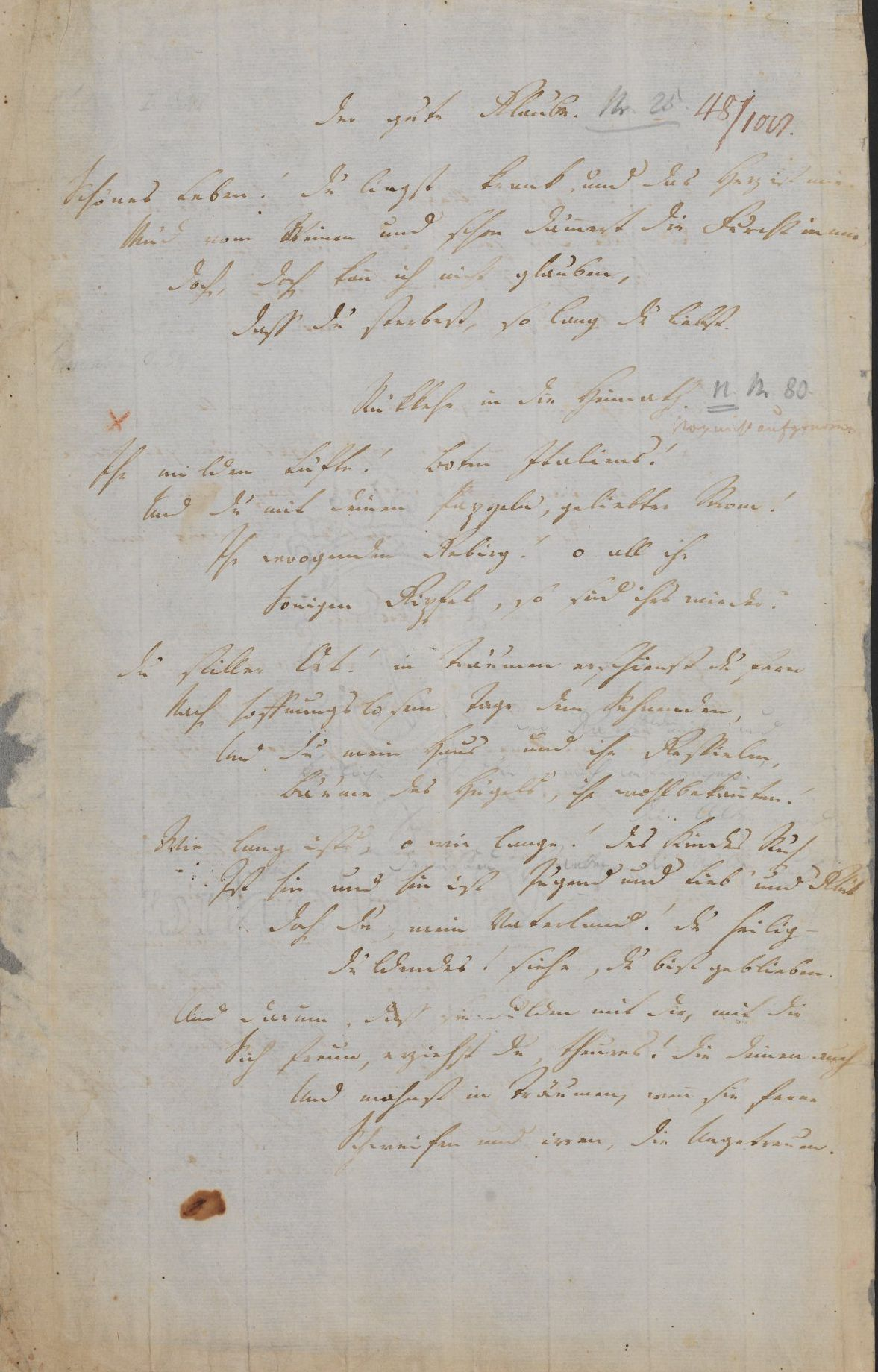
Manuskript Homburg.H,15–18, Der gute Glaube und Rükkehr in die Heimath
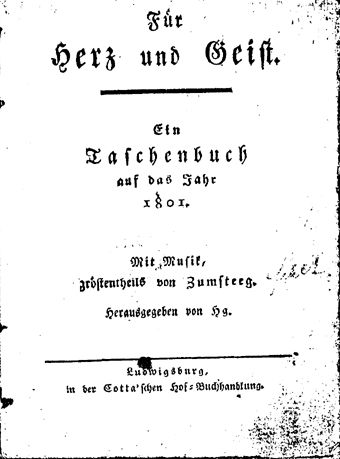
Für Herz und Geist 1801
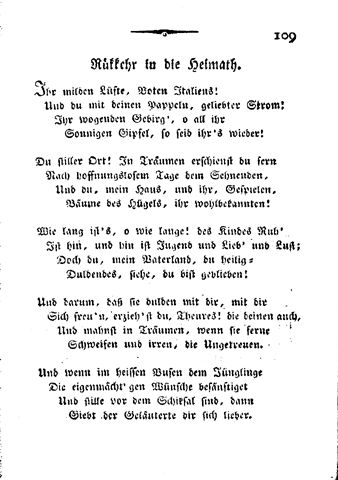
Für Herz und Geist 1801
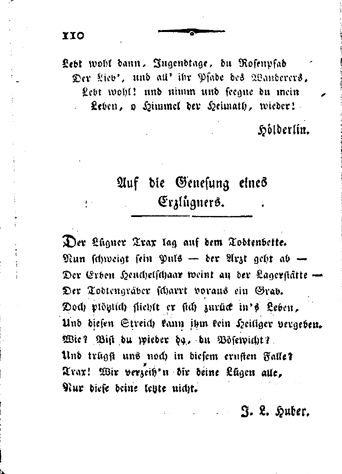
Für Herz und Geist 1801

Das Gedicht ist in Form – eine sechsstrophige alkäische Ode – und Entstehungszeit – Sommer 1800 – mit der sechsstrophigen Fassung von Die Heimath identisch, und Vers 1 bis 16 sind und im selben Manuskriptkonvolut Homburg.H,15–18 erhalten. Der Erstdruck findet sich in Für Herz und Geist. Ein Taschenbuch auf das Jahr 1801. Die Frankfurter Ausgabe und die Ausgabe von Knaupp unterscheiden sich von der hier wiedergegebenen Stuttgarter Ausgabe, aber auch untereinander, in einigen Interpunktionen und Groß-/Kleinschreibungen. Mieth und Schmidt „modernisieren“ wieder die Orthographie. In Kurz’ und Braungarts Ausgabe fehlt das Gedicht.
Rükkehr in die Heimath

Ihr milden Lüfte! Boten Italiens!

Und du mit deinen Pappeln, geliebter Strom!

Ihr woogenden Gebirg! o all ihr

Sonnigen Gipfel, seid ihrs wieder?

Du stiller Ort! in Träumen erschienst du fern

Nach hoffnungslosem Tage dem Sehnenden,

Und du mein Haus, und ihr Gespielen,

Bäume des Hügels, ihr wohlbekannten!

Wie lang ists, o wie lange! des Kindes Ruh,

Ist hin, und hin ist Jugend und Lieb’‚ und Lust;

Doch du, mein Vaterland! du heilig-

Duldendes! siehe, du bist geblieben.

Und darum, daß sie dulden mit dir, mit dir

Sich freun, erziehst du, theures! die Deinen auch

Und mahnst in Träumen, wenn sie ferne

Schweifen und irren, die Ungetreuen.

Und wenn im heißen Busen dem Jünglinge

Die eigenmächt’gen Wünsche besänftiget

Und stille vor dem Schiksaal sind, dann

Giebt der Geläuterte dir sich lieber.

Lebt wohl dann, Jugendtage, du Rosenpfad

Der Lieb’, und all’ ihr Pfade des Wanderers

Lebt wohl! und nimm und seegne du mein

Leben, o Himmel der Heimath, wieder!
Rükkehr in die Heimath ist für Wolfgang Binder wie Die Heimath ein ergreifender Gruß an die Heimat, Äußerung „einer innigsten, erschütterndsten Heimatliebe, deren sprachliche Schönheit in der deutschen Heimatdichtung kaum ihresgleichen hat“. An den woogenden Gebirgen, dem geliebten Strom und seinen Pappeln (Verse 2 und 3) erkenne man die Nürtinger Gegend wieder. „Gerade von dort aus bietet sich der Albrand viel zerklüfteter, ‚wogender‘ dar, als etwa von Tübingen aus, und die Pappeln, die charakteristischen Uferbäume am unteren Neckar, auch in Hölderlins Geburtsort Lauffen, beginnen hier.“ Aber auch wer die Gegend nicht kenne, vermisse nichts in dem in sich gesättigten dichterischen Bild.
Das heilig-duldende Vaterland (Vers 11 bis 12) heißt im Gesang des Deutschen von 1799 „allduldend“, zu verstehen aus der französischen Revolution und ihren Folgen.

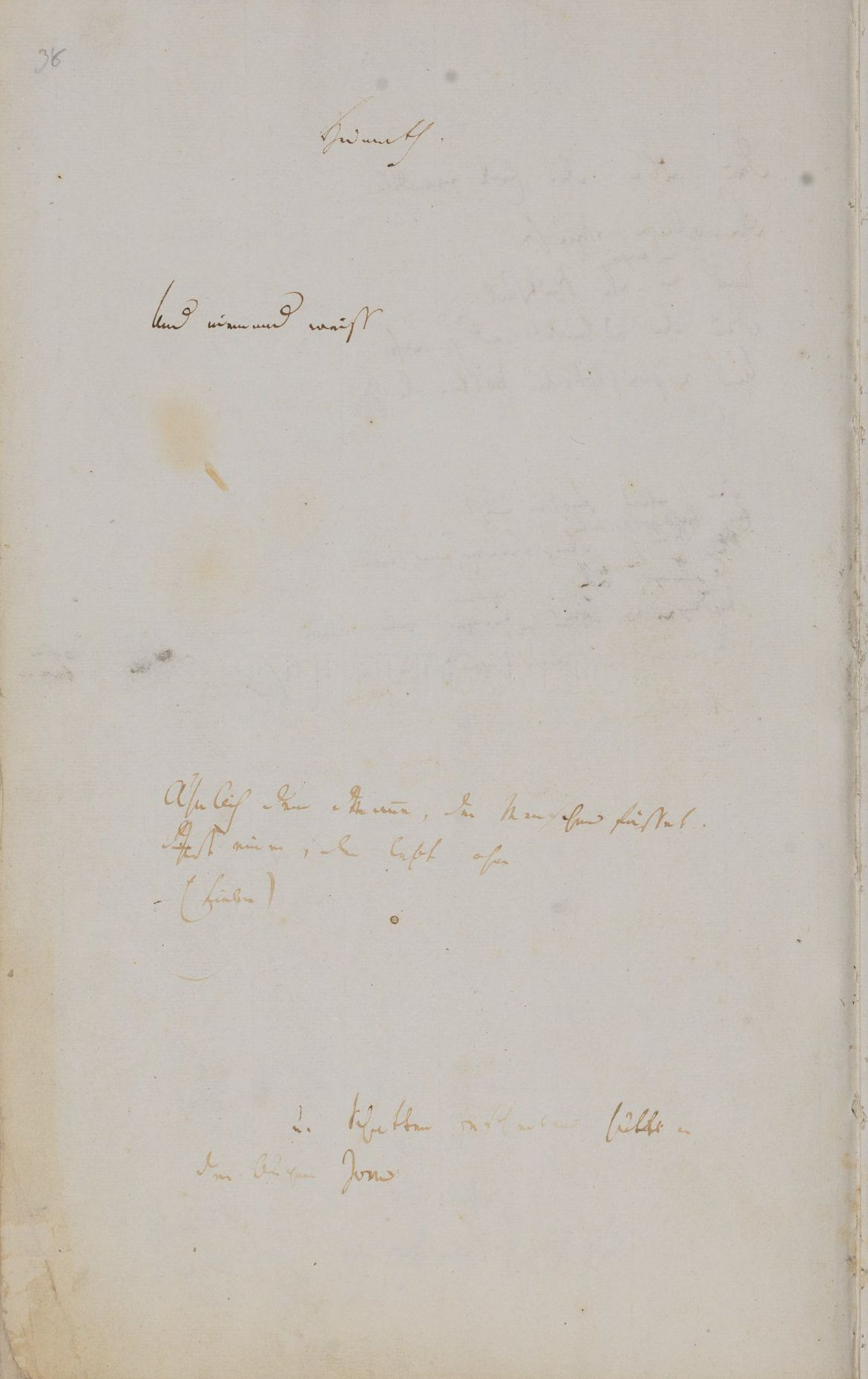
Heimath im Homburger Folioheft Seite 38, Überschrift und Vers 1

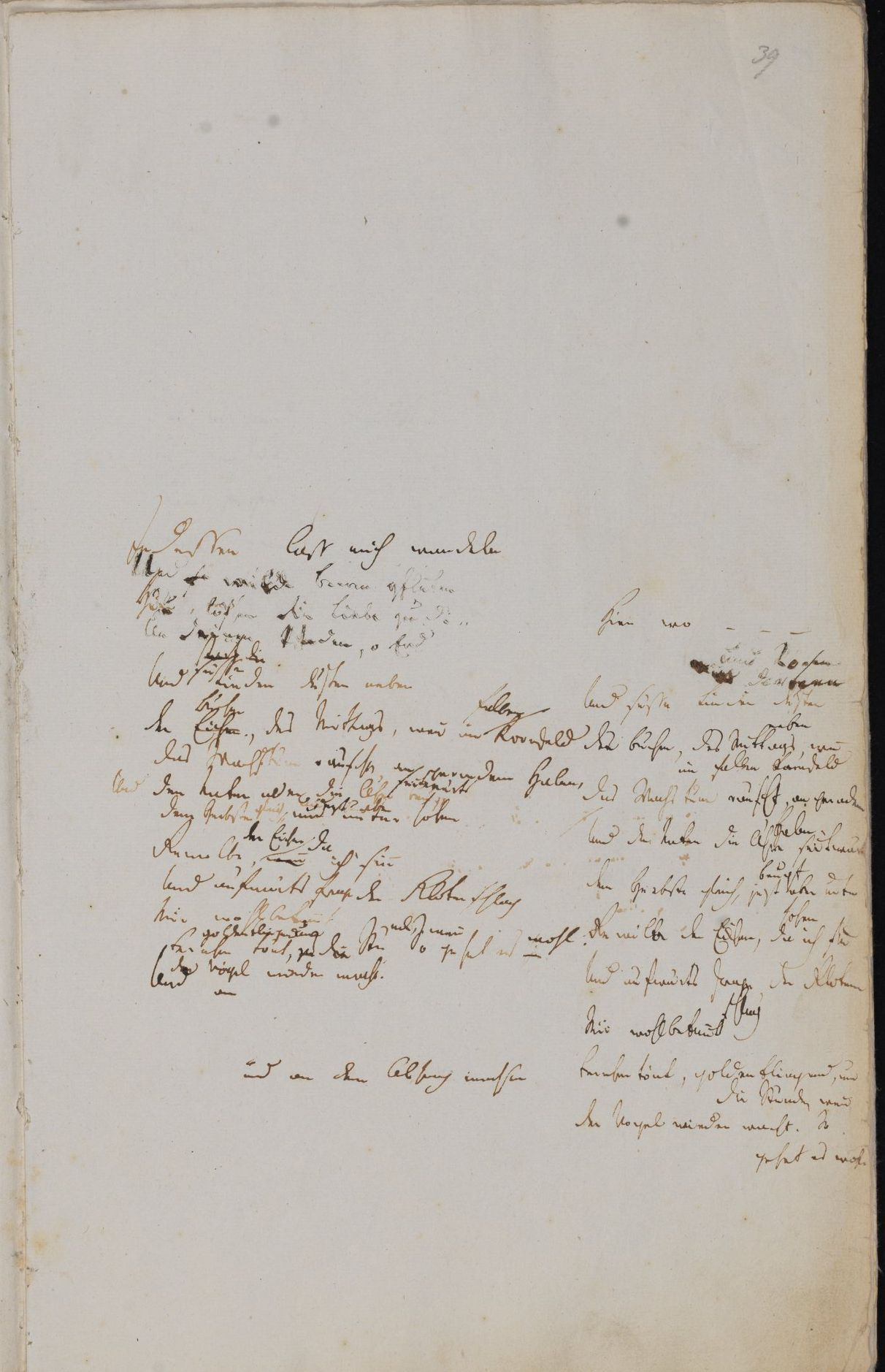
Heimath im Homburger Folioheft Seite 39, zwei Fassungen des übrigen Texts nebeneinander

Wieder evoziert Hölderlin die Heimat von Fern zu Nah, vom Neckar und der Alb zum Haus und den Jugendgespielen. Tröstlich, versöhnlich scheint die Rückkehr in die Heimat hier, weniger schmerzlich als in Die Heimath. Nicht das Leid hat das letzte Wort, sondern das Gebet „seegne du mein / Leben, o Himmel der Heimath, wieder“.

### Heimath
Heimath ist ein Entwurf oder das Bruchstück eines Entwurfs zu einer Hymne. Der Text gehört zu den in Edition und Interpretation schwierigen Manuskripten im Homburger Folioheft und wurde erstmals 1916 – ohne die Überschrift und Vers 1 – in Band 4 der von Norbert von Hellingrath und Friedrich Seebaß (1887–1963) begonnenen Ausgabe von Hölderlins Werken gedruckt. In der Frankfurter Ausgabe erscheint er nicht als eigenständiges Gedicht. Die Ausgabe von Knaupp bietet einen mit der Stuttgarter Ausgabe identischen Text. Kurz und Braungart, Mieth sowie Schmidt „modernisieren“ wieder die Orthographie.
Heimath

Und niemand weiß

Indessen laß mich wandeln

Und wilde Beeren pflüken

Zu löschen die Liebe zu dir

An deinen Pfaden, o Erd’

Hier wo – – –

und Rosendornen

Und süße Linden duften neben

Den Buchen, des Mittags, wenn im falben Kornfeld

Das Wachstum rauscht, an geradem Halm,

Und den Naken die Ähre seitwärts beugt

Dem Herbste gleich, jezt aber unter hohem

Gewölbe der Eichen, da ich sinn

Und aufwärts frage, der Glokenschlag

Mir wohlbekannt

Fernher tönt, goldenklingend, um die Stunde, wenn

Der Vogel wieder wacht. So gehet es wohl.
Die Überschrift und die erste Zeile sind im Homburger Folioheft vom übrigen Text durch eine große Lücke getrennt. Was immer Hölderlin dafür erwogen haben mag, mit „Indessen“ schiebt er es beiseite und wendet sich zu „einer der schönsten Landschaftsbehandlungen <in seinem Werk>“. Die Verben „wandeln“ (Vers 3), „pflüken“ (Vers 4) und essen (Vers 5) lenken die Aufmerksamkeit zunächst auf Sinnliches. Wandeln, Pflücken und Essen „löschen die Liebe“ (Vers 4) im Sinne von „stillen“, wie Hunger und Durst gestillt werden. Dann richtet sich der Blick allmählich auf „Rosendornen“, „Linden“, „Buchen“ und „Eichen“. Der Duft der Linden bezieht die Luft in diese Heimat ein. „Der Mittag ist psychologisch ein Ruhepunkt im Zeitverlauf, an dem Erfüllung eingetreten ist. Auch der Wechsel der Jahreszeiten scheint außer Kraft gesetzt.“ Die Lindenblüte deute auf den Frühling, der noch gerade Halm der Ähren
auf den Sommer, die Reife der Beeren und das Sich-Beugen der Ähren auf den Herbst. Aus diesem Mittag, nunc stans, stehendem Jetzt sinnt und fragt das Ich „aufwärts“. „Das sinnliche Erfahren der Heimat durch bloße Naturanschauung verwandelt sich in reflektierendes, fragendes Sinnen.“ Wie antwortend tönt „der Glokenschlag / Mir wohlbekannt / Fernher tönt, goldenklingend, um die Stunde, wenn“ (Vers 14 bis 16). „Die Assonanz der Vokale o, e und a, die tönenden l- und n-Verbindungen geben dem Satz weitschwingende Resonanz.“ Der Glockenschlag setzt aber auch die Zeit wieder in Gang, der Vogel, „halb ein heimischer Kauz, halb die Eule der Minerva“, erwacht. Ein Ort mag sich zuweilen der Geschichte entziehen. Aber damit es wohl gehe, muss der Mensch zum Aufbruch bereit sein wie ein Vogel. „So gehet es wohl“.
Verglichen mit den oben besprochenen Gedichten gestaltet Heimath weniger Leid und Sehnsucht als vielmehr ein Ruhen, zumindest wenn man Görners Übersetzung von „löschen“ mit „stillen“ folgt; ein Ruhen im Wissen, dass der Mensch ein Wanderer ist, dass er nicht mit einem Wort aus An die Madonna „falsch anklebend / Der Heimath und der Schwere spottend / Der Mutter ewig sizen / Im Schoose“ darf.